# Stora Tvägöl (Valdshults socken, Småland)
Stora Tvägöl är en sjö i Gislaveds kommun i Småland och ingår i Nissans huvudavrinningsområde.